# Castro (Lecce)
Pour les articles homonymes, voir Castro.
Castro est une commune de la province de Lecce, dans les Pouilles, en Italie.

## Géographie

## Administration
| Période                                  | Période      | Identité         | Étiquette       | Qualité |
| ---------------------------------------- | ------------ | ---------------- | --------------- | ------- |
| 28 mai 2002                              | 29 mai 2007  | Pasquale Ciriolo | Centro-destra   |         |
| 29 mai 2007                              | 7 mai 2012   | Luigi Carrozzo   | (liste civique) |         |
| 7 mai 2012                               | 11 juin 2017 | Alfonso Capraro  | (liste civique) |         |
| 11 juin 2017                             | En cours     | Luigi Fersini    | (liste civique) |         |
| Les données manquantes sont à compléter. |              |                  |                 |         |

### Hameaux
Castro Marina (Castro sur la mer) est un important centre touristique.

### Communes limitrophes
Diso, Ortelle, Santa Cesarea Terme.

### Évolution démographique
Habitants recensés

## Galerie de photos

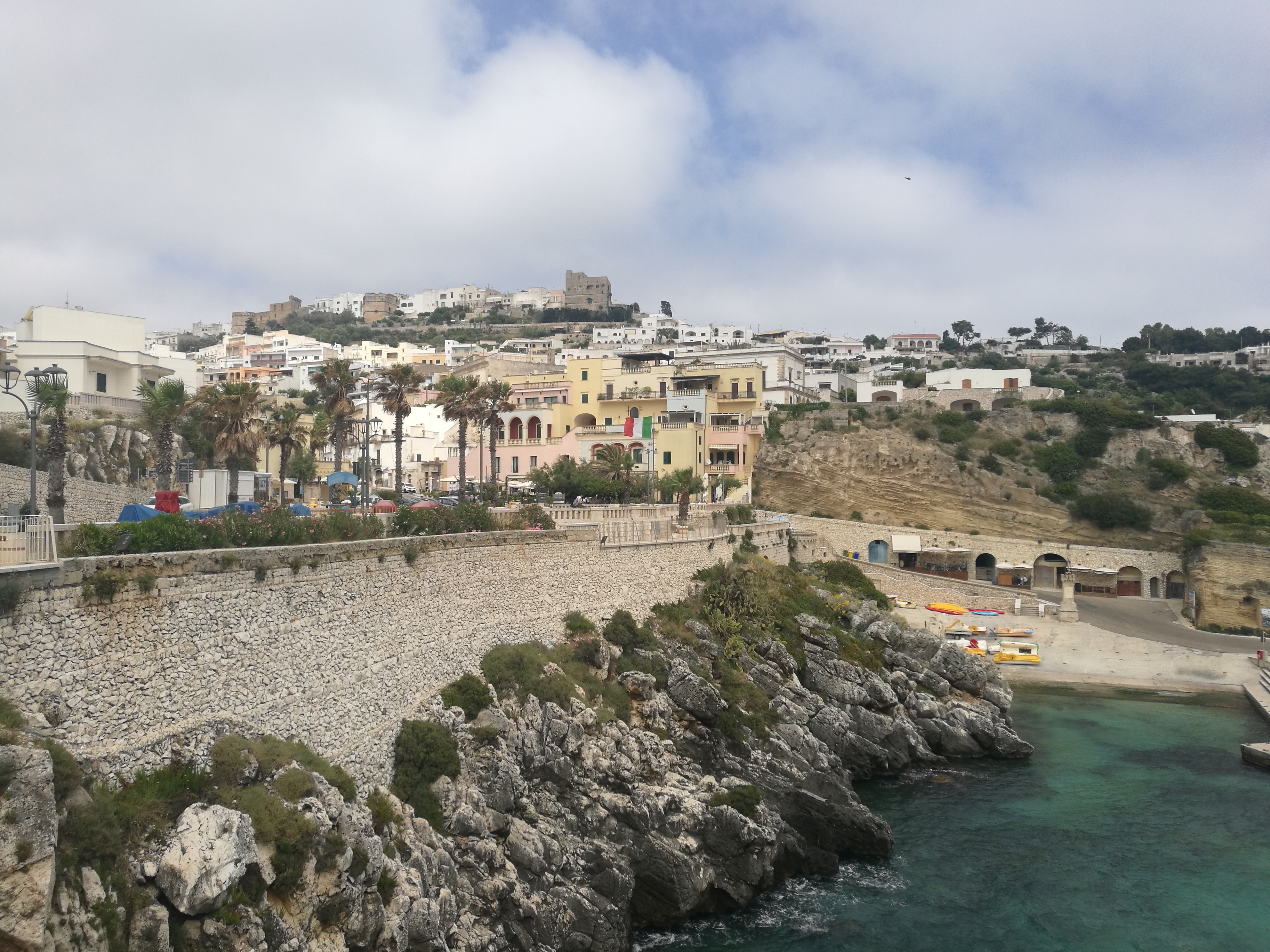
Castro Marina.
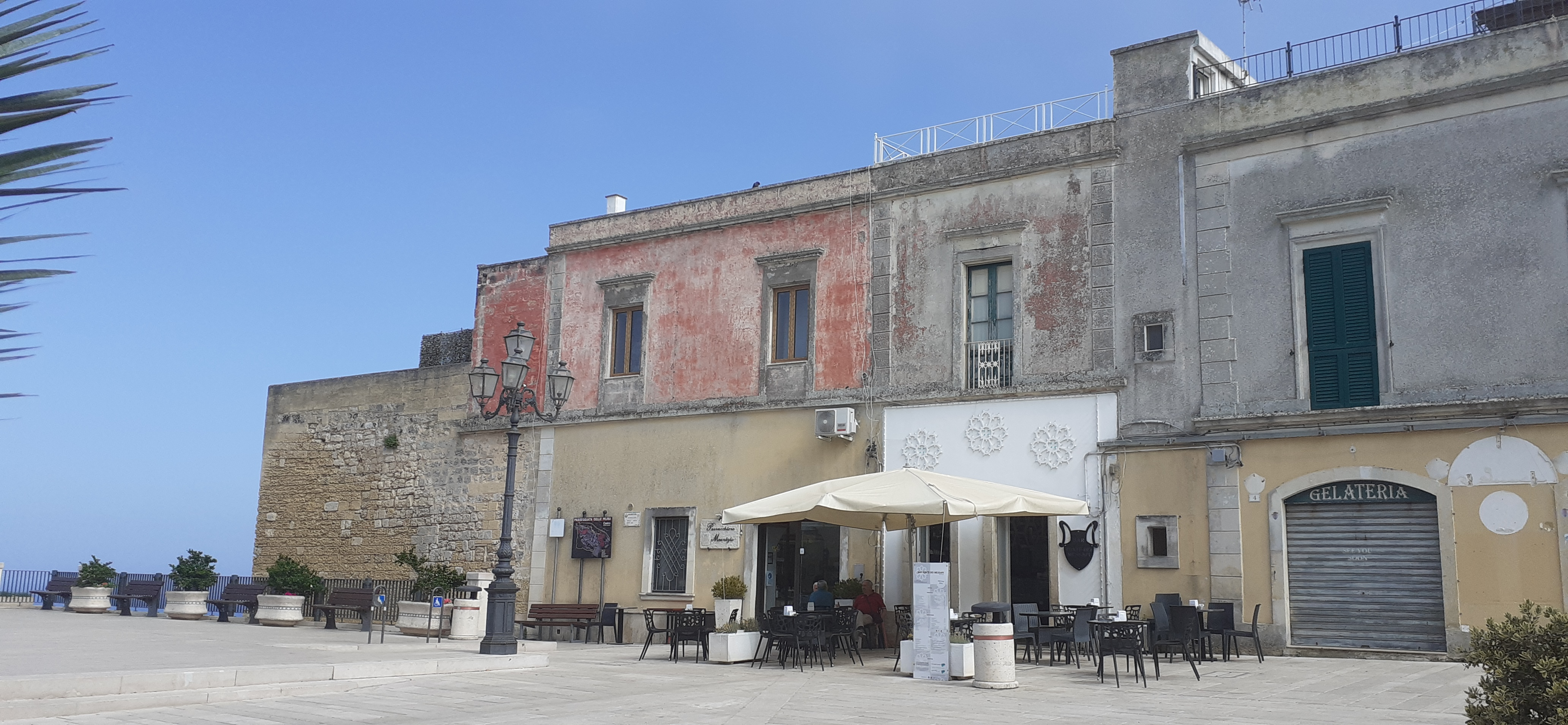
Piazza Armando Perotti, à l'entrée de la ville haute.
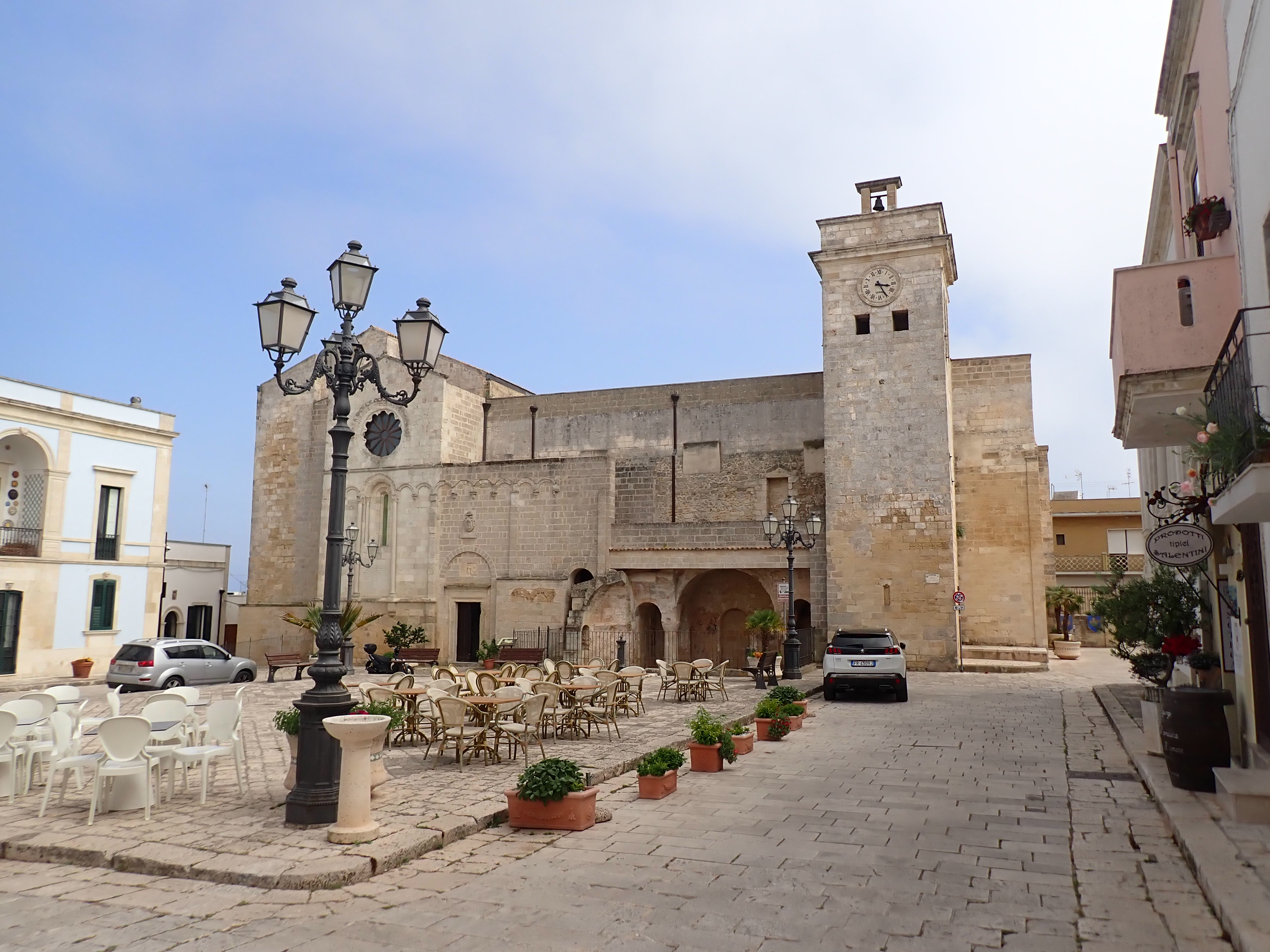
Église de l'Annonciation (Chiesa dell'Annunziata).
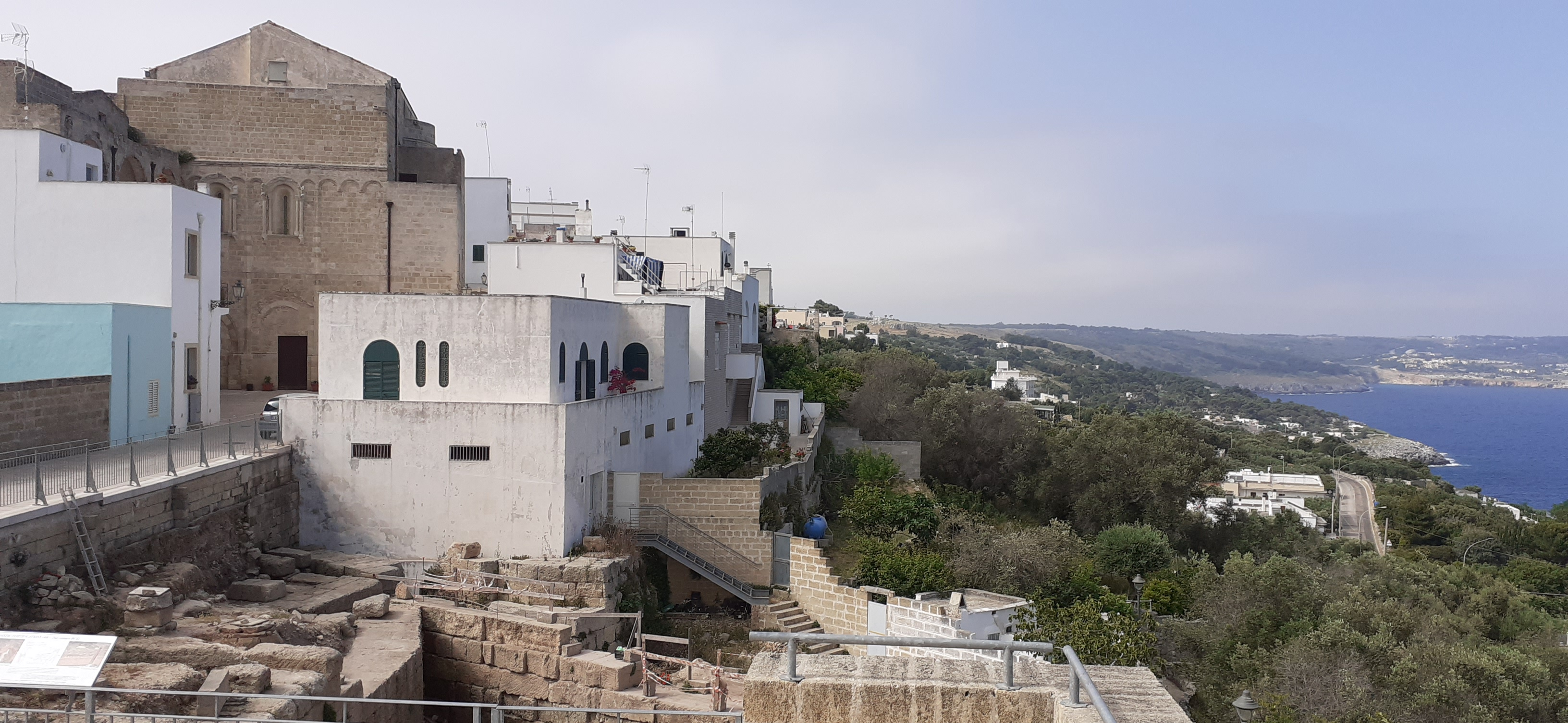
Vue de la côte et de l'église de l'Annonciation depuis les remparts.